# Birgitta Meurling
Birgitta Meurling, född 13 januari 1963, är en svensk etnolog.
Birgitta Meurling är professor vid etnologiska institutionen vid Uppsala universitet samt docent i folkloristik vid Åbo Akademi. Hon disputerade 1996 på avhandlingen Sarons liljor? En etnologisk studie av prästfruars könskonstituering. Hennes far Hans Meurling var kyrkoherde i Norrköpings S:t Olai församling medan hennes mor Barbro var språklärare. Hennes forskningsområden omfattar bland annat prästerlig kultur, akademisk kultur, genusperspektiv inom museologi samt kroppsideal/ätstörningar ur ett genusperspektiv.
Under 2009-2010 deltog hon i rektors Ledarprogram för kvinnor vid Uppsala universitet. Andra medverkande i programmet var Kerstin Rydbeck, Britt-Inger Johansson, Coco Norén m.fl. Boken ”Skor är huvudsaken” (2013) är ett resultat av nämnda program.